# One (canção de Crystal Kay)
"One" é o vigésimo quarto single da cantora japonesa Crystal Kay. Foi lançado em 16 de julho de 2008. Em 3 de março de 2008, foi revelado que Kay tinha sido escolhida para cantar o tema do décimo primeiro filme de Pokémon, Giratina to Sora no Hanataba: Sheimi. Kay também dublou Lucky, Enfermeira Joy e Chansey, no filme. Os produtores do filme estavam considerando aparentemente, a cantora desde 2001, quando ela cantou "Lost Child" com Shinichi Osawa e Hiroshi Fujiwara para a banda sonora do drama Satorare. Giratina to Sora no Hanataba: Sheimi foi lançado no Japão em 19 de julho, três dias após o lançamento do single.

## Lista de faixas
Edição Normal
| N.º | Título                   | Duração |  |
| 1.  | "One"                    |         |  |
| 2.  | "Suki (すき, Like)"      |         |  |
| 3.  | "One (Cornelius Remix)"  |         |  |
| 4.  | "One (Dexpistols Remix)" |         |  |
| 5.  | "One (Instrumental)"     |         |  |

Edição Pokémon
| N.º | Título                                               | Duração |  |
| 1.  | "One"                                                |         |  |
| 2.  | "One (com Pikachu & Shaymin) (ピカチュウ＆シェイミ)" |         |  |
| 3.  | "One (Karaokê) (カラオケ)"                           |         |  |

## Desempenho nas tabelas musicais
| Tabela (2008)        | Melhor posição | Primeira semana de vendas | Total de vendas |
| -------------------- | -------------- | ------------------------- | --------------- |
| Oricon Singles Chart | 32             | 2,237                     | 6,522           |